# Urus-Martan
Urus-Martan (em russo:  Уру́с-Марта́н; em checheno:  Хьалха-Марта, Ẋalxa-Marta ou Мартантӏи, Martanthi) é uma cidade e o centro administrativo do distrito de Urus-Martanovsky da República Chechena, na Rússia, localizada no rio Martan. Em 2010, sua população era de 49.070  habitantes.
- Wikinotícias